# Rathaus Goslar
Das Rathaus von Goslar mit der Adresse Markt 1 steht zwischen Marktplatz und Marktkirche St. Cosmas und Damian der alten Bergbaustadt im Harz.

## Baugeschichte
Ein hier befindlicher Vorgängerbau wurde zwischen 1295 und 1326 durch den heute zum Marktplatz stehenden, rechteckigen und zweigeschossigen Bau ersetzt. Die südliche Schmalseite erhielt 1537 eine überdachte Freitreppe mit kanzelartigem Podest im Obergeschoss. Die bereits in romanischer Zeit gebaute Marienkapelle an der Nordwestecke des Rathauses wurde in gotischer Zeit erweitert und umgebaut; sie ist außen durch eine Nischenfigur der Muttergottes markiert. Ein Erweiterungsbau an der Nordseite ist im oberen Teil in Fachwerk im Stil der Renaissance ausgeführt.
Ende des 19. Jahrhunderts wurde das Rathaus auf in neugotischer Manier zurückrestauriert. Dabei erhielt es zum Marktplatz hin neugotische Fenster, die vorher hier eingebaute Renaissance-Fenster ersetzten.

## Architektur
Das Erdgeschoss öffnet sich mit fünf Arkaden einer zweischiffigen, von Kreuzgewölben überspannten Halle zum Markt hin, die dem Handel und als Gerichtsort diente. Vor einer nur mit einem Fenster geschlossenen sechsten Achse stand ehemals der Pranger. Seit 1972 ist das Bruchsteinmauerwerk wieder verputzt und geschlämmt, die rahmenden Hausteinelemente nun farbig gefasst.

## Ausstattung
Die museal präsentierten Einrichtungsstücke in den Innenräumen sind von besonderem Rang:
Diele
Der Marienleuchter aus Messing vom Ende des 15. Jahrhunderts stammt aus dem „Goslarer Dom“, der kleinere der beiden Geweihleuchter (Rentier) mit Kaiserfigur entstand um 1480–1490, der größere aus (Edelhirsch) wurde ebenfalls mit einer Kaiserfigur um 1520 in der Werkstatt des Goslarer Künstlers Hans Witten geschaffen. Die flache, in blau ausgeführte Holz-Decke des Saales zieren 644 ebenfalls hölzerne, gold-bemalte Sterne.
Die Glasmalereien auf der „Marktseite“ wurden der Stadt zur 1.000jahr-Feier 1922 von Gemeinden des Hannoverschen Städteverbandes und berühmten Goslarschen Familien (z. B. Si(e)mens) geschenkt. Sie zeigen wichtige Stationen der Stadtgeschichte von der sagenhaften „Gründung“ durch König Heinrich I. 922, bis zum Verlust der Kaiserlichen Reichsfreiheit und die Übernahme durch die Preußen am 8. September 1802. Die Glas-Malereien wurden von Hans Zepter aus Köln entworfen und 1925–1926 erstellt und eingebaut.

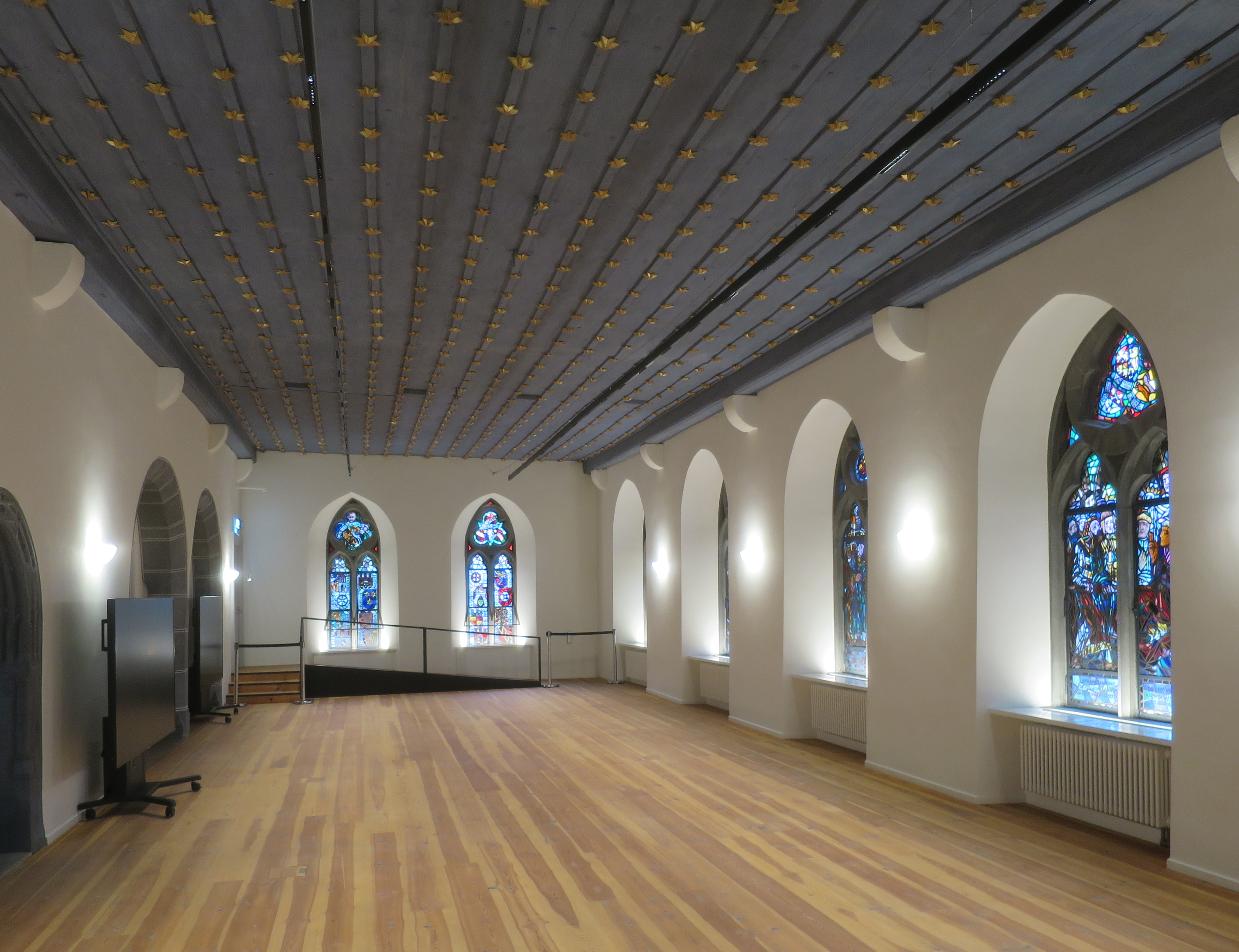
Ratssaal
Der Ratssaal befindet sich in einer steinernen Baulichkeit des späten 13. Jahrhunderts. Das darin eingebaute und vollkommen erhaltene hölzerne Tonnengewölbe ist dendro-datiert auf das Jahr 1296. Die Wandmalerei auf dem östlichen Schildbogen des Tonnengewölbes wurde Ende des 15. Jahrhunderts aufgemalt; sie stellt das Jüngste Gericht dar. Das Tonnengewölbe wurde 1647 in Stuck neu dekoriert, dabei wurde der „Habsburger Adler“ auf die Mitte des Gewölbes platziert. Die Messingleuchter stammen aus dem 17. Jahrhundert.
Ratsstube
Die nach seiner „Wiederentdeckung“ durch den Hildesheimer Historiker Johann Michael Kratz in der Mitte des 19. Jahrhunderts als „Huldigungssaal“ bezeichnete ehemalige Ratsherrenstube, diente durch das Öffnen von zweier Türflügel zu einem, in einer dahinterliegenden Apsis befindlichen Altar, auch als Kapelle. Die Ratsstube ist für ihre Auskleidung mit 54 einzelnen Gemälden aus den Jahren 1501–1515 berühmt. Wegen deren empfindlichem Zustand kann die Ratsstube nur durch eine verglaste Tür eingesehen werden. Siehe die Beschreibung im Artikel Meister der Goslarer Sibyllen.

## Denkmalschutz
Das Goslarer Rathaus ist wegen seiner geschichtlichen, künstlerischen und städtebaulichen Bedeutung als Einzeldenkmal unter Schutz gestellt. Es gehört gleichzeitig der Gruppe baulicher Anlagen „Altstadt Goslar“ an.